# ダンクシュート (雑誌)
ダンクシュート（DUNK SHOOT）は、日本スポーツ企画出版社が発行するバスケットボール専門誌である。1993年に創刊。毎月25日発売。通称は「ダンク」もしくは「DS」。
同社発行のサッカー専門誌「サッカーダイジェスト」のバスケットボール版に当たる。

## 概要
NBA専門誌として1993年2月号で創刊された。前年開催の1992年バルセロナ五輪での「ドリームチーム」の活躍により巻き起こったNBAブームの真っ只中での創刊であった。その後、創刊6号目に当たる1993年7月号より独立月刊化。2001年5月号で創刊100号、2009年9月号で創刊200号、2018年1月号で創刊300号を迎えている。

## 特徴
厳選された写真を使ってNBA最新情報や選手インタビューなどの特集記事や連載コラムなどが掲載されている。NBA各チームの地元紙番記者などアメリカ人ライターの記事が充実していることが特徴で、アメリカのバスケットボール専門誌SLAMの元編集長ラス・ベンソンもコラムを連載していた。日本人記者ではニューヨーク在住の杉浦大介とロサンゼルス在住の三尾圭による記事が多い。ランキング企画が多く、他には現地記者による座談会や通信簿などが恒例企画である。
NBA以外にもNCAA、WNBAなどの北米バスケットボール事情や「月刊ユーロリーグ」と題してのユーロリーグ最新情報なども積極的に取り上げている。日本代表やBリーグ、Wリーグなどの日本国内のバスケットボール情報が掲載されることはほとんどない。
付録がほぼ毎号付いている。以前は大判のポスターをつけていたが、近年は別冊小冊子であることが多い。クリアファイル、ランドリーバッグなど実用品が付録になることもある。プレーオフの開催が近くなると出場チームのガイドが別冊付録として製作される。

## ライバル誌
ライバル誌は日本文化出版が発行していたHOOP（現在は休刊）であった。1990年代のNBAブーム時にはNBA専門誌が多数発行されていたが、ベースボール・マガジン社からNBA専門誌が発行されることはなく、生き残ったのはこの2誌だけであった。
ダンクシュートとHOOPでは選手名の表記が異なる場合があった。例として、ダンクシュートでは「チャールズ・バークレー」「スコッティ・ピッペン」「デニス・ロッドマン」「コビー・ブライアント」であるが、HOOPでは「チャールズ・バークリー」「スコティ・ピペン」「デニス・ロドマン」「コービ・ブライアント」とされていた。